# Upper Yarra Reservoir

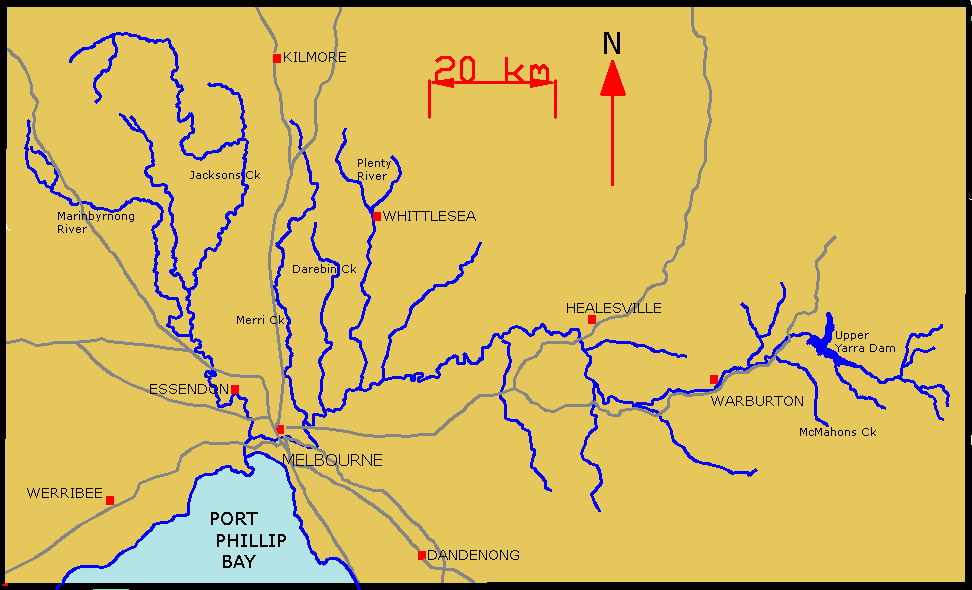
Der Yarra River und seine Nebenflüsse

Das Upper Yarra Reservoir ist ein Stausee am Oberlauf des Yarra River östlich von Melbourne, etwa 20 km östlich des Erholungsorts Warburton im australischen Bundesstaat Victoria.
Da der Yarra River zur Zeit der Schneeschmelze immer wieder zu größeren Überschwemmungen entlang seines Mittel- und Unterlaufs führte, begann man in den 1930er Jahren mit der Planung eine Staudamms. Die Bauerlaubnis wurde Anfang der 1940er Jahre erteilt, aber der Zweite Weltkrieg verzögerte den Beginn der Baumaßnahmen bis 1948. Der Damm, ein 90 m hoher und 610 m langer Erd- und Steinschüttdamm, wurde 1957 fertiggestellt.
Der Stausee hat eine Kapazität von 200 Millionen Kubikmetern und dient heute, zusammen mit weiteren Stauseen in den Yarra Ranges, hauptsächlich zur Trinkwasserversorgung der Orte in Yarra-Tal und der Metropolregion „Greater Melbourne“. Der See wird teilweise auch durch Einleitung von Wasser aus dem Thomson River Reservoir gespeist.  Das Einzugsgebiet des Stausees umfasst etwa 33.670 ha, und bei voller Auslastung hat der See eine Oberfläche von 750 ha.
Seit 1988 ist das gesamte Einzugsgebiet des Oberen Yarra als Trinkwasserschutzgebiet klassifiziert und gesperrt. Der Yarra-Staudamm ist der letzte flussaufwärts für die Allgemeinheit sichtbare Punkt, ist aber selbst, ausgenommen für dienstlich Befugte, gesperrt. Der erste Ort, den der Fluss unterhalb des Staudamms durchfließt, ist Reefton, aber erst bei Warburton sind der von bewaldeten Bergen umgebene Fluss und seine Ufer allgemein zugänglich.